# 尹言多
尹言多（？—？），春秋时期尹国国君，姞姓，名言多。王儋季的儿子儋括想立王子佞夫为王，而不是王子贵（周景王，当时太子晋【王子乔】已死）。鲁襄公三十年（前543年）五月癸巳，周灵王驾崩後，尹言多、刘定公毅、单献公蔑、甘悼公过、巩简公成杀死儋括支持的王子佞夫。书曰“天王杀其弟佞夫。”
| 前任： 尹武公 | 尹国国君 — | 繼任： 尹文公 |